# Folkets Kunstner i USSR
Folkets Kunstner i USSR er en ærestitel, der blev givet til kunstnere fra Sovjetunionen. Oversættelsen dækker over to priser: Народный артист СССР (Narodnyj artist USSR, da.: 'Folkets artist i USSR') og Народный художник СССР (Narodnyj Khudosjik USSR, da.: 'Folkets kunstner i USSR').
Titlen 'Folkets artist i USSR' blev indstiftet ved resolution nr. 47 fra Sovjetunionens centrale eksekutivkomité den 6. september 1936 og blev givet til anerkendelse af personer anerkendt indenfor udviklingen af sovjetisk scenekunst (teater, musik, film, cirkus, tv og radioudsendelser). Prisen afløste den tidligere sovjetiske pris til kunstnere, "Folkets artist i Republikken" (Народный артист Республики), der var blevet indstiftet i 1919. Ærestitlen blev tildelt af præsidiet for den Øverste Sovjet efter indstilling fra Sovjetunionens kulturministerium, Sovjetunionens statsudvalg for filmografi, statsudvalget for tv- og radioudsendelser, og bestyrelserne for Sovjetunionens sammenslutning af Cinematografer sammenslutningen af Komponister. Selve prisen bestod af et diplom og en medalje, der skulle bæres på højre side af brystet. Prisen blev tildelt første gang den 6. september 1936 til 13 scenekunstnere. Den sidste gang prisen blev uddelt var den 21. december 1991, få dage før Sovjetunionens opløsning.
Ærestitlen 'Folkets kunstner i USSR' (Narodnyj Khudosjik USSR) blev indstiftet ved dekret fra præsidiet for Sovjetunionens Øverste Sovjet den 16. juli 1943 og skulle gives til "de mest fremragende personer indenfor sovjetisk kunst, der har bidraget med særlige fordele i udviklingen af maleri, skulptur, grafik, dekorativ og anvendt kunst." Titlen blev tildelt af præsidiet for Sovjetunionens øverste sovjet og blev tildelt sideløbende med titlen "Folkets artist i USSR".
Hver sovjetrepublik, såvel som de selvstyrende republikker (ASSR'ere), havde en lignende pris. Prisen som Folkets kunstner i USSR havde dog større prestige end de tilsvarende priser på republikniveau.

## Scenekunst
Titlen blev tildelt for fremtrædende præstationer inden for scenekunst i Sovjetunionen . Dets modtagere omfattede mange af de mest anerkendte komponister, dansere, sangere, film- og teaterinstruktører og skuespillere i enhver sovjetrepublik. Oprindeligt blev titlen kun tildelt teaterskuespillere, balletdansere og operasangere. Senere blev den også skænket til filmskuespillere (f.eks. Ljubov Orlova), komponister (f.eks. Dmitrij Sjostakovitj), violinister (f.eks. David Ojstrakh), popsangere (f.eks. Leonid Utyjosov), komikere (f.eks. Arkadij Rajkin), og cirkusartister som Oleg Popov.
I alt modtog 1006 artister æresprisen.
Normalt blev ærestitlen tildelt modtagere, der var fyldt 40 år. Der blev gjort undtagelser for dansere, f.eks. modtog ballerinaen Nadesjda Pavlova, æretitlen i en alder af 28 år, og Malika Kalontarova, en berømt bukhisk jødisk folkedanser fra Tadsjikistan, modtog titlen i en alder af 34 år.
De yngste kvindelige modtagere af titlen var de kasakhiske operasangere Kuljasj Baiseitova (1936) og Halima Nosirova (1937), der modtog prisen i en alder af 24 år. Den yngste mandlige modtager var den aserbajdsjanske barytonopera- og popsanger Muslim Magomajev (1973), der modtog ærestitlen i en alder af 31 år. Blandt skuespillerne var den yngste modtager Sergej Bondartjuk (32 år). Den yngste skuespillerinde, der modtog titlen, var Jurij Andropovs svigerdatter, Ljudmila Tjursina, der var 40 år ved tildelingen.

### Modtagere af prisen for scenekunst
I alt 1.006 personer blev tildelt ærestitlen gennem årene.
Ved den første uddeling i 1936 blev prisen givet til 13 artister, herunder til Konstantin Stanislavskij (1863-1938) og Vladimir Nemirovitj-Dantjenko (1858-1943). Senere modtagere var bl.a. filmfolkene Nikolaj Tjerkasov, Vladimir Gardin, Ivan Pyrjev, Mikhail Tjiaureli, Sergej Gerasimov, 
Ved den sidste tildeling den 21. december 1991, få dage før Sovjetunions opløsning, blev prisen uddelt til skuespillerne Sofia Piljavskaja og Oleg Jankovskij.

## Billedkunst
Titlen som Folkets Kunstner i USSR (Народный художник СССР) blev tildelt for ekstraordinære præstationer inden for visse typer billedkunst: maleri, skulptur, tegning og fotografi. 
De fire første modtagere blev tildelt æres prisen den 26. juli 1943: kunstmalerne Aleksander Gerasimov og Boris Ioganson, og billedhuggerne Sergei Merkurov og Vera Mukhina. Den sidste modtagere af titlen var Pjotr Fomin, professor ved Repin Institut for Maleri, Skulptur og Arkitektur, der modtog den den sidt uddelte pris den 20. december 1991 få dage før Sovjetunionens opløsning.
I alt 159 personer blev tildelt ærestitlen.